# Las Palmas (Deception Island)
Las Palmas ist ein Unterwasserplateau 24 m unter dem Meeresspiegel im Port Foster von Deception Island im Archipel der Südlichen Shetlandinseln. Es liegt nördlich der spanischen Gabriel-de-Castilla-Station vor der Einfahrt zur Primero de Mayo Bay.
Spanische Wissenschaftler benannten es nach dem spanischen Forschungsschiff Las Palmas, das hier bei elf Antarktisfahrten zur Versorgung der Forschungsstation vor Anker ging.